# Vrbice u Poděbrad
Vrbice (deutsch Wrbitz, auch Wirbitz) ist eine Gemeinde in Tschechien. Sie liegt sechs Kilometer südwestlich von Městec Králové und gehört zum Okres Nymburk.

## Geographie

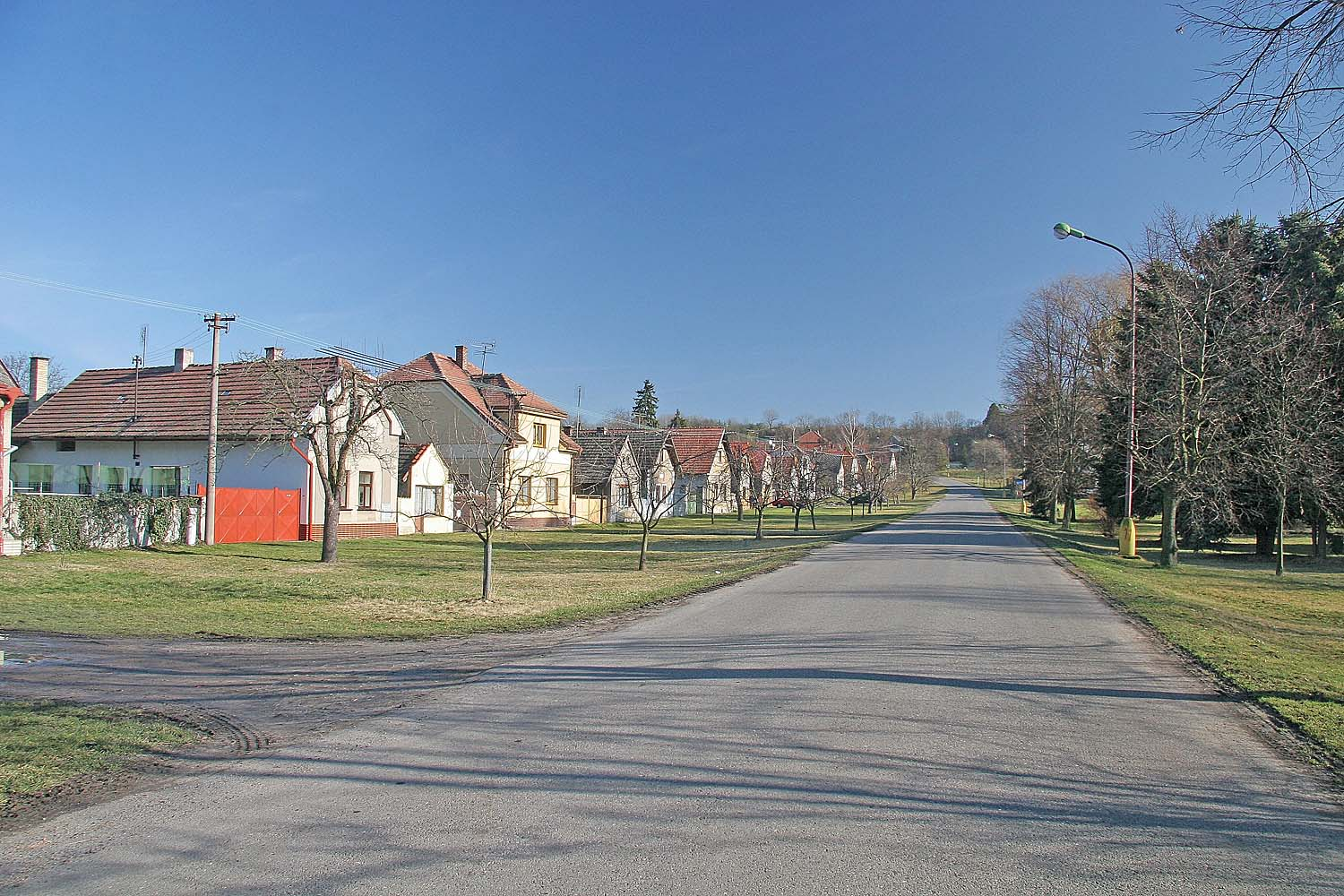
Dorfanger in Vrbice

Vrbice befindet sich in der Talmulde des Velenický potok (Velenka) auf der Böhmischen Tafel. Südöstlich erhebt sich der Hügel Vinný vrch (252 m) und im Süden der Oškobrh (Wolfsberg, 285 m).
Nachbarorte sind Podmoky im Norden, Městec Králové im Nordosten, Opočnice im Osten, Hradčany und Nová Báň im Südosten, Kolaje und Vlkov pod Oškobrhem im Süden, Srbce im Südwesten sowie Senice im Westen.

## Geschichte

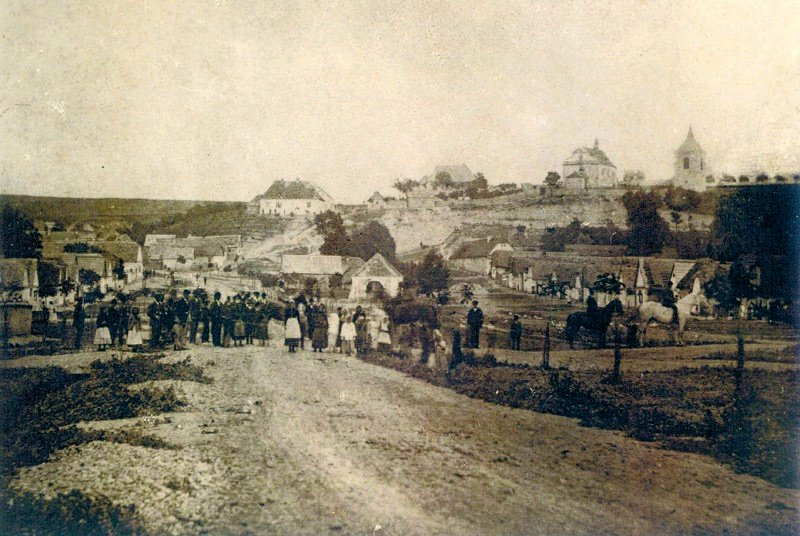
Ortsansicht von 1873

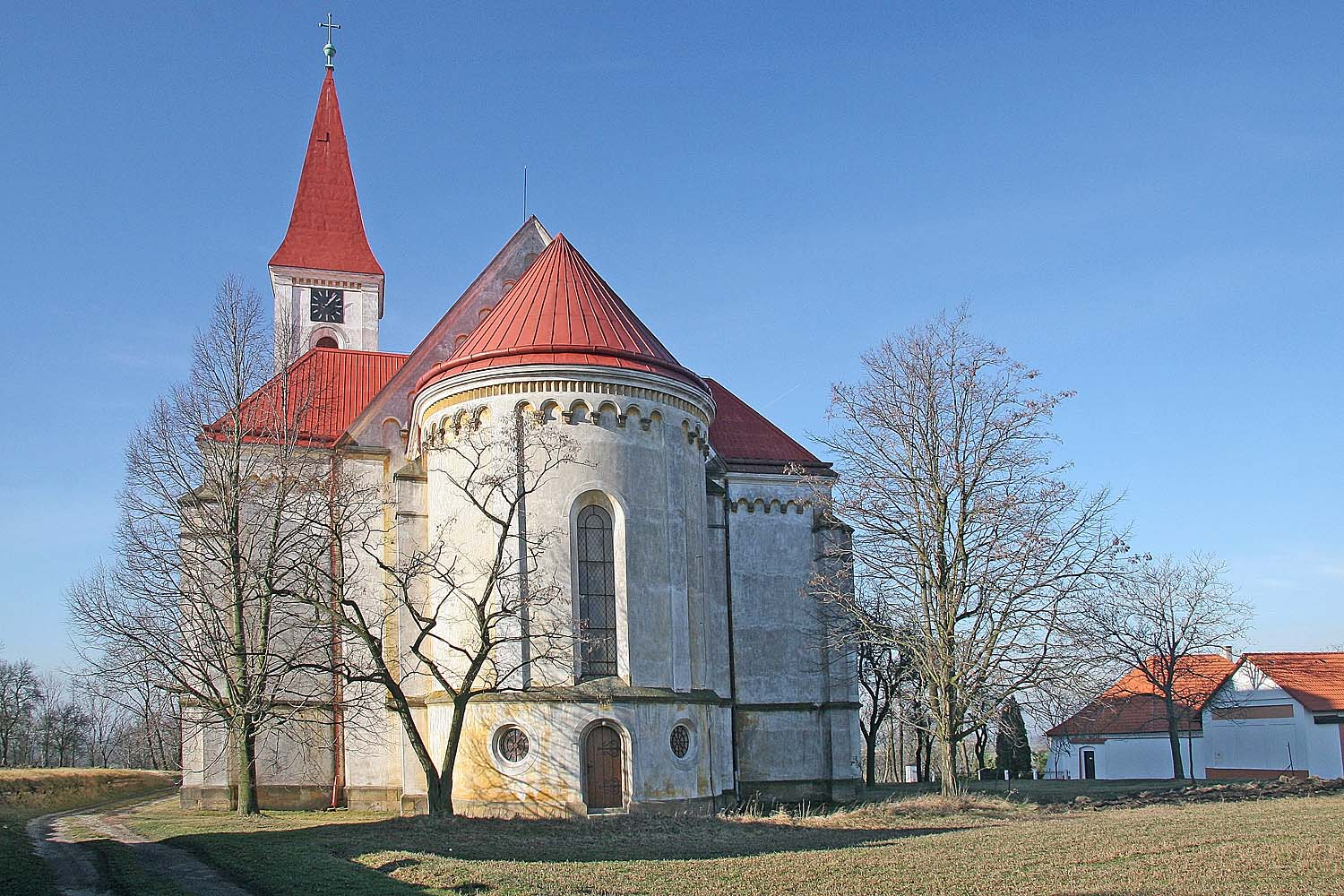
Kirche des hl. Gallus

Die erste schriftliche Erwähnung von Vrbice erfolgte 1305 als Wenzel II. dem Prager Kapitel zwei Anteile des Dorfes überließ. Während der Hussitenkriege gelangte das Dorf an weltliche Besitzer und wurde Teil der Herrschaft Poděbrady, zu der es bis 1848 gehörte. 1547 wurde in Podmoky ein Schulze eingesetzt, dessen Bezirk auch Vrbice und Opočnice umfasste. Während des Dreißigjährigen Krieges wurde Vrbice im Jahre 1620 geplündert und verwüstet. 1631 fiel nach dem Abzug der kursächsischen Truppen das kaiserliche Heer in Vrbice ein, am 7. August 1634 verwüsteten die Kursachsen die Gegend und brannten Vrbice, Činěves, Opočnice und Podmoky nieder. Danach lag das Dorf für 40 Jahre wüst.
Im Jahre 1732 hatte Vrbice 180 Einwohner. 1787 entstand in Vrbice eine Schule, zu deren Bezirks auch die Dörfer Podmoky, Senice, Srbce, Okřínek und Vlkov gehörten. 1826 lebten in den 52 Häusern des Dorfes 359 Menschen. Nach der Aufhebung der Patrimonialherrschaften bildete Vrbice ab 1850 einen Ortsteil der Gemeinde Podmoky im Bezirk Poděbrady. 1864 entstand die politische Gemeinde Vrbice. Am 11. September 1887 brach im Dorf ein Großfeuer aus. Vom Gut Nr. 13 breiteten sich die Flammen entlang des Angers bergauf aus und erfasste auch die hölzerne Dorfkirche. Darauf entstand ein steinerner Neubau.
1901 bestand Vrbice aus 108 Wohnhäusern und hatte 592 Einwohner.
Zum 1. Januar 1961 kam die Gemeinde zum Okres Nymburk. 1969 wurden die Obstbäume am Dorfanger abgehauen und 1972 die Waage abgerissen und ein Park angelegt. Nach dem Ende des Schuljahres 1974/75 wurde die Schule geschlossen und die Kinder nach Městec Králové, Poděbrady und Opočnice umgeschult. Zwischen 1980 und 1991 war Vrbice nach Opočnice eingemeindet. Seit Beginn des Jahres 1992 besteht die Gemeinde wieder. Seit 2003 führt die Gemeinde ein Wappen.

## Gemeindegliederung
Für die Gemeinde Vrbice sind keine Ortsteile ausgewiesen.

## Sehenswürdigkeiten
- Kirche des hl. Gallus, erbaut 1887–1888 anstelle eines abgebrannten hölzernen Vorgängerbaus
- Kapelle
- Denkmal für die Gefallenen des Ersten Weltkrieges, geweiht 1922
- Hügel Vinný vrch, südöstlich des Dorfes, Naturdenkmal
- Reste der Feste Bolice, nordöstlich des Ortes